# Tauopatie
Tauopatia (ang. tauopathies) – grupa chorób spowodowanych nieprawidłowościami związanymi z mikrotubulami białka tau.
Do tej grupy chorób zalicza się następujące jednostki chorobowe:
- choroba Alzheimera
- otępienie czołowo-skroniowe
- postępujące porażenie nadjądrowe
- zwyrodnienie korowo-podstawne
- otępienie z ziarnami argentofilnymi
- choroba Picka